# Sintofen
Sintofen ist ein synthetischer Wachstumsregulator, der als Gametozid wirkt. Es wurde von der Firma Hybrinova (Dupont) in den 1990er Jahren entwickelt.

## Eigenschaften
Sintofen löst sich nur schwer in Wasser, ist nicht flüchtig und hat ein geringes Potenzial zur Auswaschung ins Grundwasser. Mit einer Halbwertszeit von knapp 200 Tagen ist es im Boden persistent und weist eine moderate Toxizität für Säugetiere auf.

## Verwendung und Wirkungsweise
Sintofen wirkt als Gametozid. Es wird zur chemischen Hybridisierung von Weizen verwendet.
Nach der Durchführungsverordnung (EU) Nr. 540/2011 muss sichergestellt werden, dass mit Sintofen behandeltes Saatgut nicht in die Lebens- und Futtermittelkette gelangen kann.

## Zulassung
In Staaten der Europäischen Union ist der Wirkstoff Sintofen für Pflanzenschutzmittel zugelassen. In Deutschland sind derartige Präparate erhältlich, nicht jedoch in Österreich. In der Schweiz ist Sintofen nicht zugelassen.